# Меланшон, Жан-Люк
Жан-Люк Меланшо́н (фр. Jean-Luc Mélenchon, МФА (фр.): [ʒɑ̃.lyk.me.lɑ̃'ʃɔ̃]; род. 19 августа 1951, Танжер) — французский государственный и политический деятель левого толка, журналист. Министр-делегат профессионального образования Франции в социалистическом правительстве Лионеля Жоспена с 2000 по 2002 год. Член Сената Франции от департамента Эсон (1986—2000; 2004—2010). Депутат Европейского парламента с 2009 года до 2017 года (фракция Европейские объединённые левые/Лево-зелёные Севера). Один из создателей и председателей «Левой партии». С 2017 по 2022 год — депутат Национального собрания Франции от партии «Непокорённая Франция».
На президентских выборах 2022 года был близок к выходу во второй тур, набрав 22 % голосов (был лидером в регионе Иль-де-Франс и в некоторых заморских территориях Франции). Призвал своих избирателей не голосовать за Марин Ле Пен, но и не стал поддерживать Макрона.

## Биография
Родился в Танжере (Международная зона Танжер, ныне Марокко). Родители — госслужащие. В 1962 году с матерью переселился во Францию. По образованию философ, учился в университете Франш-Конте. Преподавал в средних учебных заведениях. Рано был вовлечён в леворадикальное молодёжное движение, состоял в рядах Национального Союза французских студентов, принимал участие в протестах «Красного мая» 1968 года. Внутри французского троцкистского движения Меланшон присоединился к «ламбертистам» — последователям Пьера Ламбера из Международной коммунистической организации. Участвовал в профсоюзной работе в Безансоне.
Однако в 1977 году вступил в Социалистическую партию Франции, порвав с троцкистами. Активно поддерживал президента Франции Франсуа Миттерана. С 1988 года Жан-Люк Меланшон избирался в Национальный совет и Национальное бюро Социалистической партии. Вместе с единомышленниками организовал «Социалистическую левую» (антикапиталистическое течение в рядах Социалистической партии). С 2000 по 2002 год занимал должность министра-делегата профессионального образования в правительстве социалиста Лионеля Жоспена. Был сенатором от департамента Эсон (1986—2000 и 2004—2010). Также он работал на муниципальном уровне в департаменте Эсон.

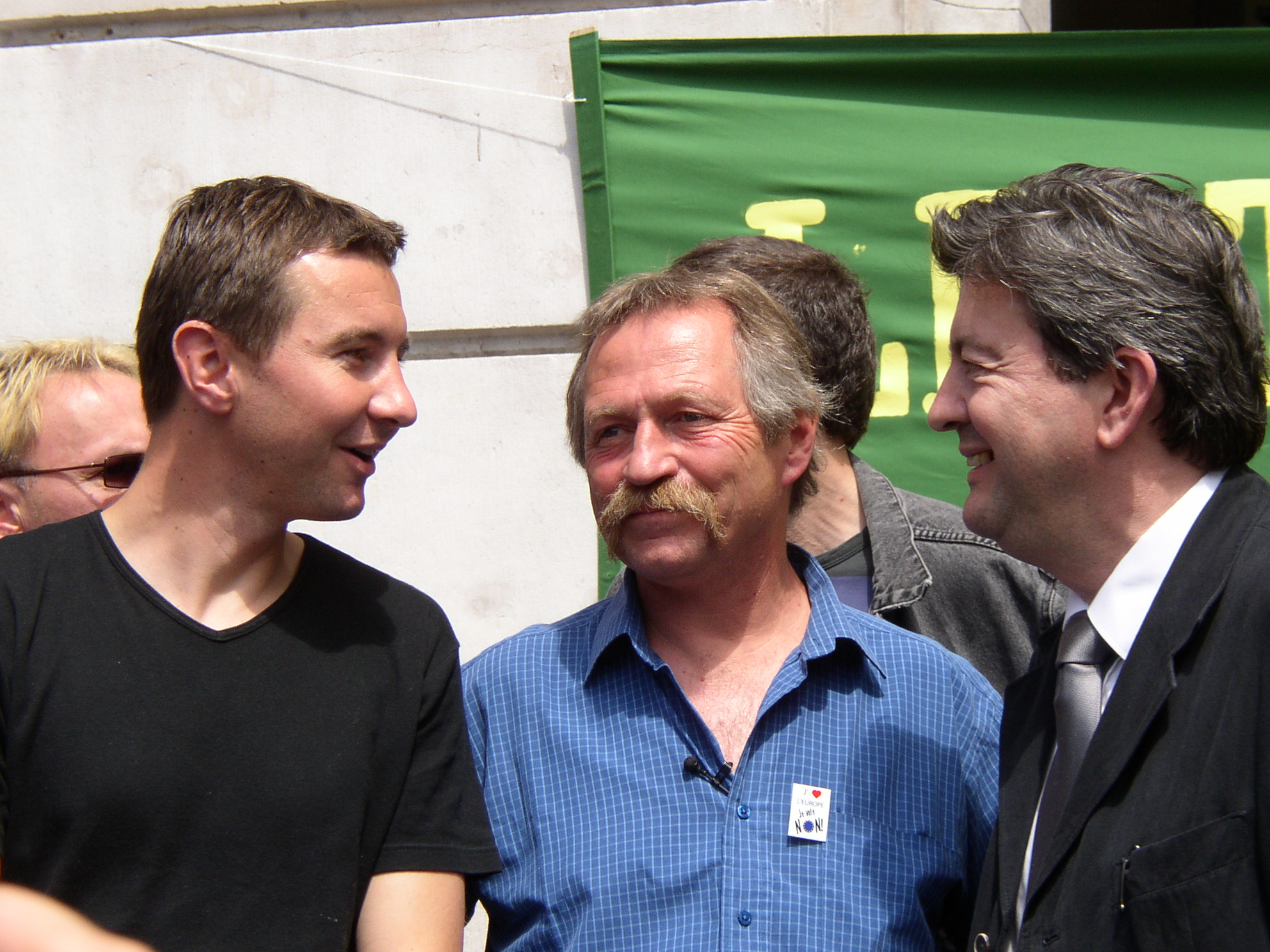
Безансно, Бове и Меланшон встречаются для объединения левых сил, направленного против принятия Конституции Евросоюза

В рамках референдума по принятию Конституции Евросоюза вместе с левыми внутрипартийными течениями соцпартии и другими левыми организацию выступал против её ратификации, в то время как руководство партии выступило за её ратификацию. Участие в кампании против, по мнению левых политиков, неолиберальной Конституции ЕС сблизило Меланшона с Компартией Франции и троцкистами.
В 2008 году покинул Социалистическую партию из-за противоречий с её руководством (включая Сеголен Руаяль), которое он критиковал за социал-либеральный курс и отход от левых идей. Выступил инициатором создания «Левой партии» (по образцу немецких «Левых» с отсылкой на идеи Жана Жореса); стал её первым председателем. В работе по её созданию принял участие и его соратник Марк Доле. В 2010 году сопредседателем партии стала лидер внутрипартийной фракции партии зелёных, покинувшей саму партию — Мартин Бийяр. В 2009 году избран депутатом Европарламента по списку группы Европейские объединённые левые/Лево-зелёные Севера. Левая партия принимает участие в коалиции «Левый фронт»; Меланшон является одним из его сопредседателей.

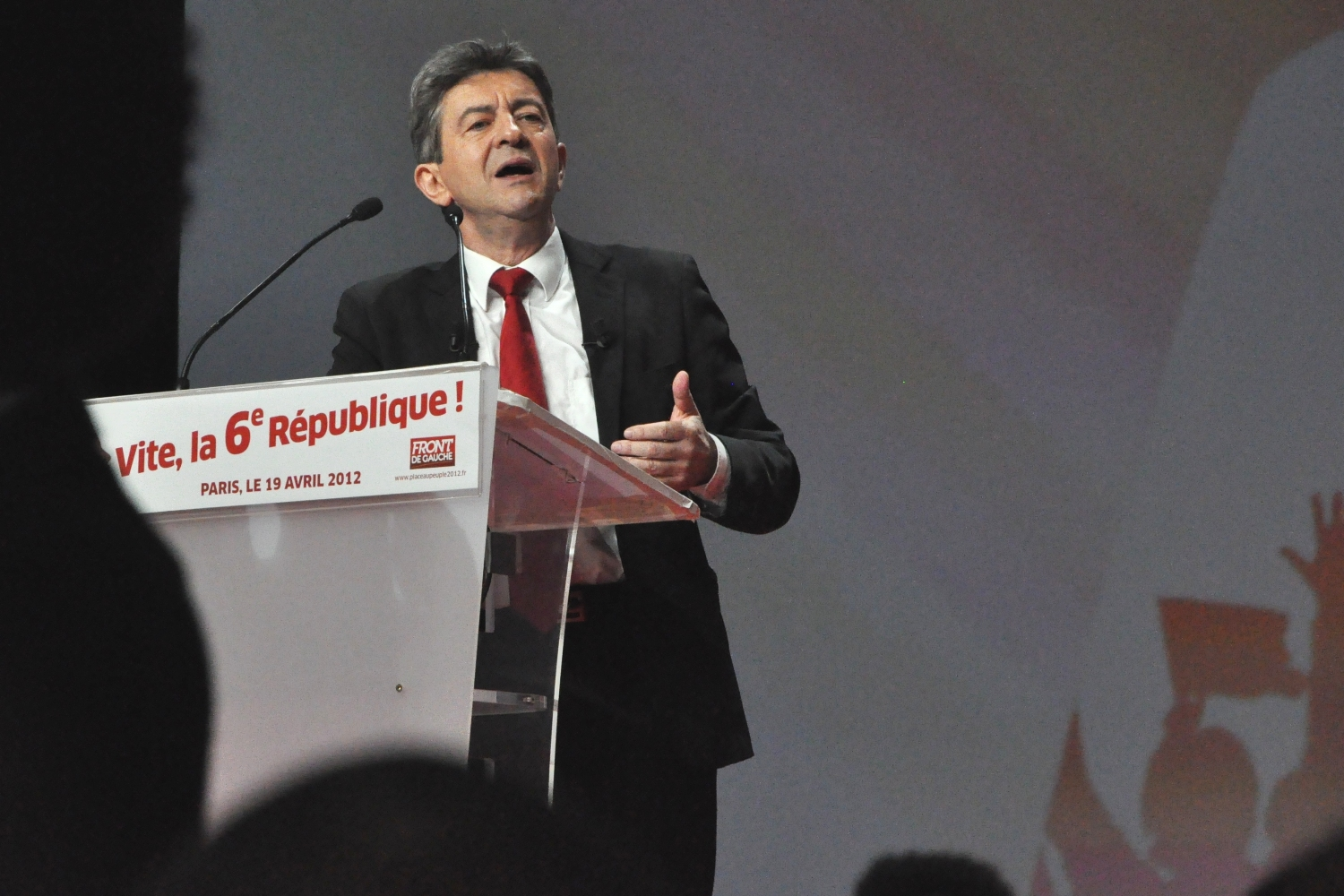
Меланшон во время президентской кампании (19 апреля 2012)

### Участие в президентских выборах 2012 года
По мере приближения президентских выборов 2012 года, Французская коммунистическая партия предполагала выставить своего кандидата на них (наиболее вероятным был Ален Боке). Однако на её съезде, который проходил 16-18 июня 2011 года, Жан-Люк Меланшон получил 59,12 % голосов членов съезда и был выдвинут кандидатом (в этом голосовании участвовали и члены других партий, входящих в «Левый фронт». Меланшон, таким образом, стал единым кандидатом от этого альянса) По результатам опросов, проводимых в 2012 году, перед выборами рейтинг Меланшона составлял от 6 до 15 %. За всю президентскую кампанию, по данным некоторых соцопросов, он сумел подняться с пятой позиции на третью по числу готовых отдать за Меланшона свой голос, обогнав тем самым Марин Ле Пен и Франсуа Байру.
Основной особенностью его программы являлось провозглашение «Шестой Французской республики» посредством изменения конституции Франции. В своих выступлениях он неоднократно ссылался на историю Великой французской революции и Парижской коммуны. Он призывал своих сторонников к мирной «гражданской» революции — перевороту, который делает не рабочий класс, но все граждане, болеющие за свою страну.
По итогам первого тура Меланшон получил 3 985 089 голосов (11,1 % от общего числа избирателей), заняв тем самым четвёртое место. Это значительно выше, чем у кандидата от Компартии в 2007 году — Мари-Жорж Бюффе (её результат был 1,93 % голосов избирателей).
Во втором туре Меланшон поддержал кандидатуру Франсуа Олланда, несмотря на то, что из-за противоречий с ним он в 2008 году покинул Социалистическую партию. 6 мая 2012 года Олланд был избран президентом Франции.

### Дальнейшая деятельность
Попытался стать депутатом Национального собрания Франции в 2012 году от 11 избирательного округа департамента Па-де-Кале по списку «Левого фронта», чтобы остановить баллотировавшегося там же лидера Национального фронта Марин Ле Пен. Однако по результатам первого тура выборов он набрал 21,48 % голосов и занял третье место, уступив и Марин Ле Пен (42,36 % голосов), и Филиппу Кемелю, кандидату от социалистов (23,5 % голосов). Таким образом, Меланшон не смог получить право побороться за мандат депутата.

### Участие в президентских выборах 2017 года

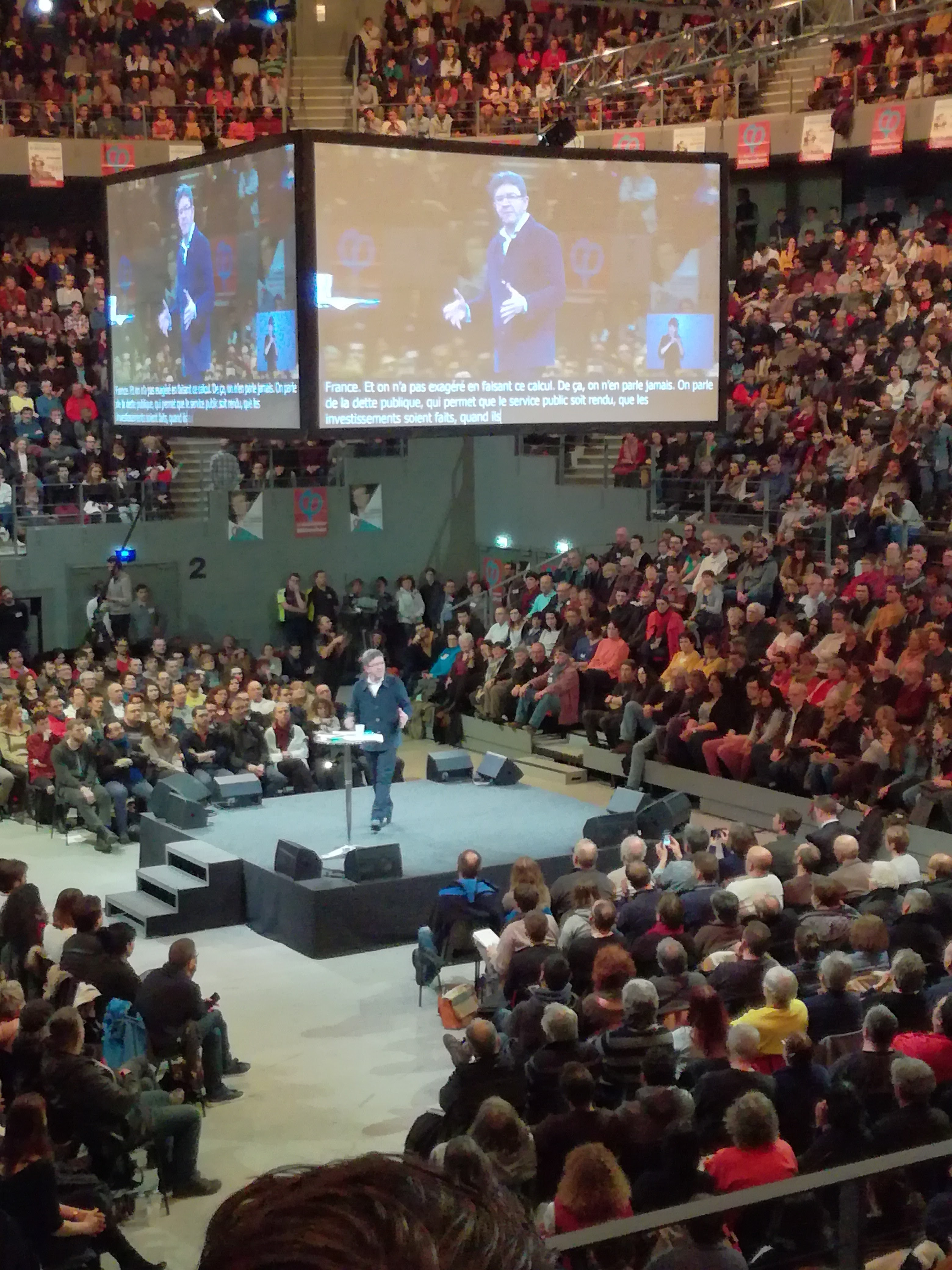
Меланшон 28 февраля 2017 года на предвыборном митинге в Бресте.

В феврале 2016 года Меланшон объявил о намерении принять участие в президентской кампании 2017 года. Отказавшись от участия в «праймериз левых», организованном Социалистической партией, он стал кандидатом созданного тогда же движения «Непокорённая Франция». В основу его программы легли его же тезисы 2012 года с некоторыми изменениями: учреждение 6-й Республики (то есть принятие новой Конституции), перераспределение богатств (обложение дополнительными налогами сверхдоходов, либо сокращение рабочей недели до 32 часов), снижение пенсионного возраста до 60 лет, выход Франции из Евросоюза и НАТО. Свои взгляды Меланшон сформулировал в книге «L’avenir en commun» («Общее будущее»), распространённой тиражом 200 тыс. экземпляров.
По утверждению Le Figaro, программа Меланшона, предусматривающая увеличение расходов бюджета на 270 млрд евро и повышение налогов на 120 млрд евро, увеличение ежегодного оплачиваемого отпуска до шести недель (его длительность по состоянию на 2017 год составляет пять недель), а также конфискацию всех доходов, превышающих 400 тыс. евро в год, вдохновлена идеями таких политиков, как бывший президент Венесуэлы Уго Чавес.
4 апреля 2017 года состоялись телевизионные дебаты с участием всех одиннадцати кандидатов в президенты Франции, победителем которых сенсационно стал Меланшон — его выступление признали наиболее убедительным 25 % опрошенных (Макрон получил поддержку 21 %, Фийон — 15 %). Кроме того, по итогам социологического исследования, проведённого после дебатов, Меланшон с 21 % поддержки оказался на втором месте среди наиболее вероятных победителей первого тура выборов — после Макрона (27 %) и впереди Фийона (20 %).
В апреле 2017 года привлёк к себе внимание использованием в предвыборной кампании новейших технологий — веб-радио и даже собственных голографических изображений на митингах в Нанте, Клермон-Ферране, Монпелье, Гренобле, Нанси и Реюньоне.

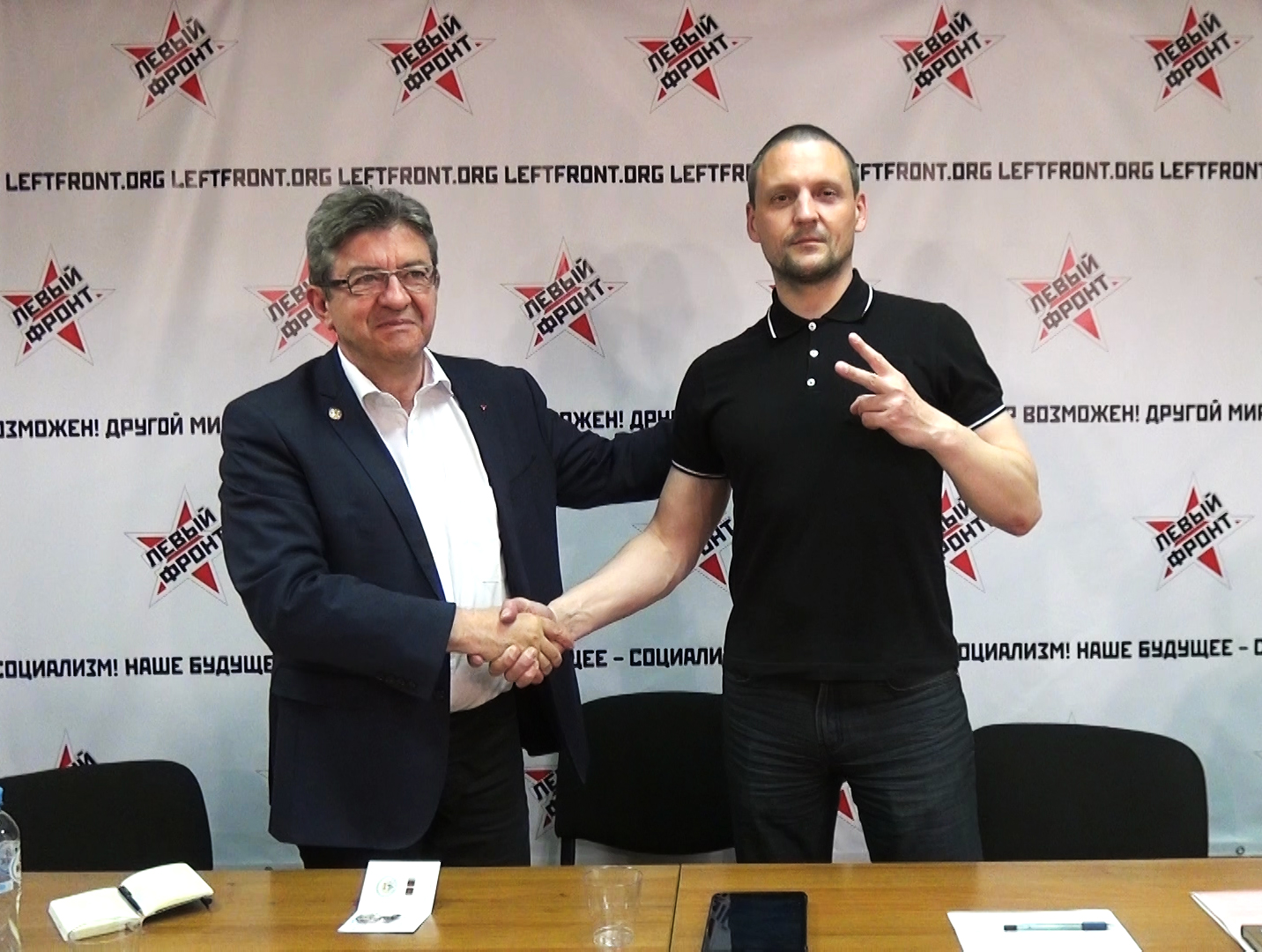
С лидером «Левого фронта» (Россия) Сергеем Удальцовым

20 апреля 2017 года ряд видных деятелей американской культуры — Дэнни Гловер, философ Ноам Хомский, драматург и феминистка Ив Энслер, актёр Марк Руффало, Нэнси Фрейзер и Оливер Стоун опубликовали петицию с призывом к французам «не повторять трагедию Клинтон против Трампа», то есть «не заставлять французских избирателей делать выбор между либерализмом корпоративного истеблишмента и ксенофобским правым популизмом», а «объединиться в первом туре президентских выборов вокруг левого кандидата, пользующегося наибольшей поддержкой избирателей». Авторы петиции также назвали этого кандидата — Меланшон.
23 апреля 2017 года получил в первом туре голосования поддержку 19,58 % избирателей (7 060 885 человек), заняв четвёртое место среди одиннадцати кандидатов и не выйдя, таким образом, во второй тур. Наилучшими оказались результаты Меланшона в заморских регионах: он победил в Реюньоне (24,53 %), в Гвиане (24,7 %), Сен-Пьер и Микелон (более 35 % против 17,9 % у Эмманюэля Макрона, победителя в первом туре в масштабах всей страны) и Мартинике (27,3 %).

### Дальнейшая деятельность (с 2017 года)
На парламентских выборах во Франции его партия получила 17 мест из 577, став четвёртой по числу депутатов. Он сам был избран депутатом от одного из Марсельских округов.
16 октября 2018 года дома у Меланшона и в нескольких зданиях «Непокорённой Франции», были произведены обыски в связи с расследованием обвинений в фиктивном найме парламентских помощников и в нарушении правил финансирования предвыборной кампании, в ходе которых имели место стычки активистов с сотрудниками правоохранительных органов. 20 сентября 2019 года суд Бобиньи приговорил Меланшона к трём месяцам тюремного заключения условно и к штрафу 8 тыс. евро по обвинениям в создании препятствий правосудию и в мятеже, а пятеро других подсудимых были оштрафованы в размере от 2 тыс. до 10 тыс. евро (процесс занял два дня — 19 и 20 сентября, и Меланшон сразу назвал его политическим преследованием).

### Президентские выборы 2022
Получил 21,95%, заняв третье место .

### Парламентские выборы 2022
«Я прошу французов избрать меня премьер-министром», заявил Жан-Люк Меланшон в апреле 2022 года . После переговоров с другими левыми партиями был создан Новый народный экологический и социальный союз, который получил 142 места в Национальной Ассамблее . Большинство союз левых сил не получил и Меланшон не стал премьер-министром, но благодаря им Макрон потерял большинство в парламенте.

## Связь с Россией
Меланшон посещал СССР и Россию три раза: два раза в 1980-х годах и один раз 7—11 мая 2018 года (во время которого он встретился с Сергеем Удальцовым, со многими официальным лицами из Государственной думы, Совета Федерации, МИД РФ, а также участвовал в марше бессмертного полка в Москве).

## Личная жизнь
Меланшон был женат, однако брак распался. Есть дочь.

## Публикации и авторские работы
- «À la conquête du chaos : Pour un nouveau réalisme en politique», Éditions Denoël, coll. «Bibliothèque Médiations», 1991 ISBN 978-2-207-23868-4
- «Jusqu'à l’os : Pour arrêter, en politique, la machine à se donner des claques», Éditions Régine Desforges, coll. «Coups de gueule», 1991 ISBN 978-2-905538-89-5
- Rocard, le rendez-vous manqué, Ramsay, 1994 ISBN 978-2-84114-053-4
- Causes républicaines, Éditions du Seuil, coll. «Essais», 2004 ISBN 978-2-02-063151-8
- En quête de gauche: Après la défaite, Éditions Balland, coll. «Le sens des mots» ISBN 978-2-35315-023-6
- Laïcité: Réplique au discours de Nicolas Sarkozy, chanoine de Latran, Éditions Bruno Leprince, coll. «Café république», 2008 ISBN 978-2-916333-32-8
- L’autre gauche, Éditions Bruno Leprince, coll. «Café république», 2009 ISBN 978-2-916333-57-1
- Qu’ils s’en aillent tous! : Vite, la révolution citoyenne, Flammarion, coll. «Documents et essais», 2010 ISBN 978-2-08-125133-5

### Совместные работы
- Sept jours dans la vie d’Attika, Ramsay, 2000 (совместно с Харлемом Десиром, Жюльеном Дреем, Жерар Филоше, Мари-Ноэль Льенеманн) ISBN 978-2-84114-508-9
- Ouvrage collectif, Quelle VIe République?, Le Temps des cerises, 2007 ISBN 978-2841091614